# Hans Schriber

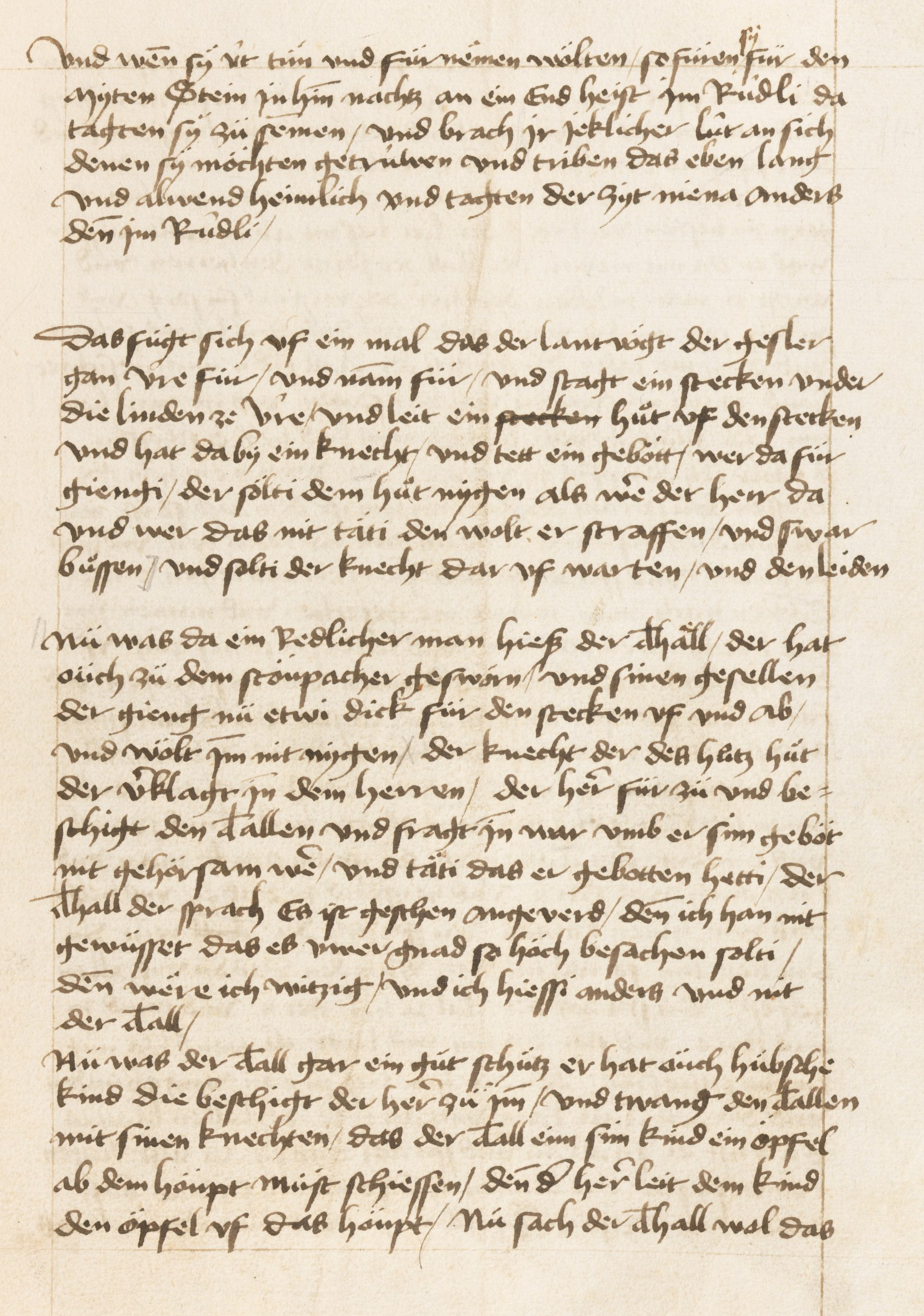
Eine Seite des von Hans Schriber verfassten Weissen Buchs von Sarnen

Hans Schriber (* im 15. Jahrhundert, vermutlich in Engelberg; † vor dem 1. Mai 1479) war ein Schweizer Landschreiber, Notar, Tagsatzungsgesandter und Schiedsrichter. Er war der Autor des Weissen Buchs von Sarnen, in dem die Tell-Legende erstmals niedergeschrieben wurde. Damit prägte Schriber in besonderem Masse die Identität der Schweiz. Der Germanist Peter von Matt erklärte 2011 in der NZZ am Sonntag: «Kein Schweizer Autor hat je ein Werk von grösserer Wirkung verfasst.»

## Leben
Schriber stammte vermutlich aus Engelberg, wo er wohl im dortigen Kloster seine Ausbildung erhalten hatte. Sein Vater war Johann Schriber aus Engelberg, seine Mutter Anna Töngi aus Wolfenschiessen. Sein Vater war ebenfalls Schreiber und verfasste das Jahrzeitbuch von Wolfenschiessen. Sein Bruder, Benediktinerpater Jost Schriber, war Pfarrer in Küssnacht.
Von 1434 bis 1478 wirkte er im Rathaus zu Sarnen als Landschreiber von Unterwalden ob dem Wald. Er besass gute Kenntnisse des römischen Rechts und übersetzte lateinische Urkunden ins Deutsche. Weiterhin trat er auch als Tagsatzungsgesandter in Erscheinung. Seine Chronik von Sarnen vollendet er vor 1474. Als Landschreiber zeichnet er letztmals im Juli 1478, und nach der Landsgemeinde vom 1. Mai 1479 wird er in einer Urkunde als verstorben bezeichnet.

## Werke
Schriber verfasste um 1470 das «Weisse Buch von Sarnen». Dieses enthält im ersten Teil von etwa 350 Seiten Abschriften von für Obwalden wichtigen Urkunden und Verträgen aus der frühen Eidgenossenschaft. Der zweite Teil von 22 Seiten bzw. 706 Zeilen beschreibt die Geschichte der Urner, Schwyzer und Unterwaldner. Auf 66 Zeilen des zweiten Teils werden die später immer wieder ausgeschmückten Sagenmotive beschrieben, untermauert von Personen- und Ortsnamen. Hier finden sich die ältesten Darstellungen der verschiedenen Elemente der Befreiungssagen: böse Vögte, welche ihre ihnen zustehenden Kompetenzen überschritten haben, gequälte Untertanen und verschiedene geheime Zusammenkünfte auf dem Rütli und insbesondere auch die Geschichte von «Thall» (Wilhelm Tell). Diese wurde im Rahmen der gedruckten Schweizerchroniken von Petermann Etterlin (1507) und Aegidius Tschudi (1734–36) auch zur Vorlage für Friedrich Schillers Drama «Wilhelm Tell» von 1804.